# Кусарігама

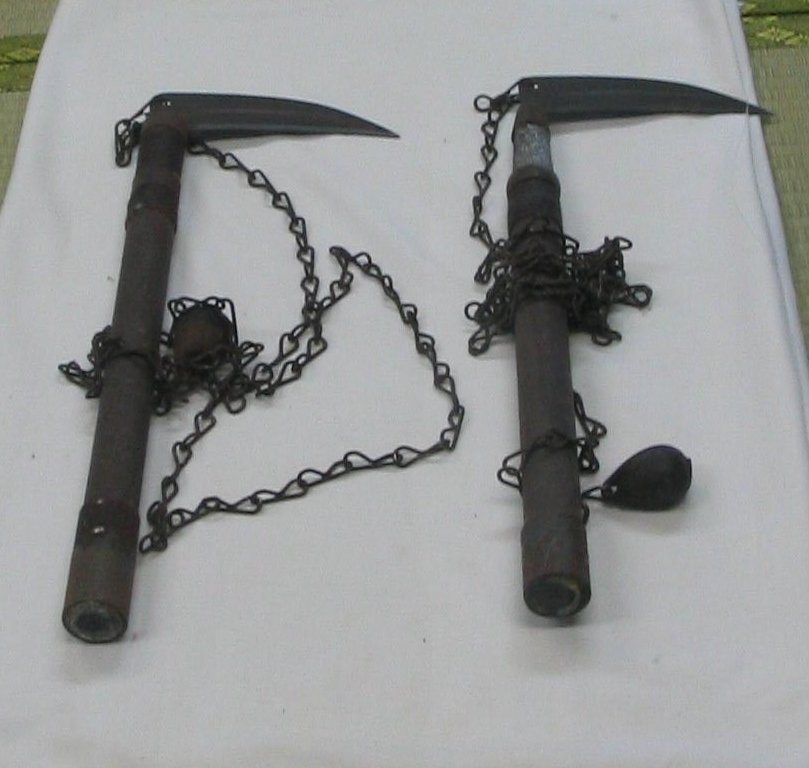
Зброя з фортеці в Івакуні

Кусарігама (яп. 鎖鎌, дос. «ланцюг-серп») — традиційна японська холодна зброя, що з'явилася в період Муроматі.

## Будова
Зброя складається з серпа, ланцюга та ударного важка. Довжина рукоятки може досягати 60 сантиметрів, а довжина ланцюга досягає до 2,5 метрів.

## Використання
Кусарігама об'єднує в собі 3 види зброї: ударний, колюче-ріжучий та метальний. Техніка бою дозволяє вдарити противника важком, або заплутати ланцюгом та вдарити серпом. Також можливо метнути серп у противника й повернути його назад за допомогою ланцюга.